# KDB-systemet
KDB-systemet är ett svenskt klassificeringssystem för läromedel.
KDB-systemet användas av läromedelsbranschen i Sverige, Utbildningsradion och AV-medier som förser skolan med läromedel. Standarden togs ursprungligen fram 1997 av SLI.SE i samarbete med Sveriges AV-medier och har reviderats löpande sedan dess.
Syftet är att ge slutanvändaren ett enkelt och lättöverskådligt ämnessystem som svarar mot läroplanen, vilket till exempel bibliotekens SAB-systemet inte gjorde.

## Uppbyggnad
Standarden är hierarkiskt uppbyggd i 4 nivåer där ämneskoden bestämmer både nivå och placering.
Ex;
70300000 – Språk / Engelska
70 motsvarar Språk
30 motsvarar Engelska
Avslutande 0000 indikerar att detta är så långt ned i strukturen som klassningen är gjord.
För att klassa på en djupare nivå, till exempel Språk / Engelska / Realia & intervjuer blir koden 70302000.